# Allan Miranda
Allan Ricardo Miranda Albertazzi (ur. 28 maja 1987 w San José) – kostarykański piłkarz z obywatelstwem gwatemalskim występujący na pozycji środkowego lub prawego obrońcy, reprezentant Kostaryki.

## Kariera klubowa
Miranda pochodzi z miasta Desamparados w aglomeracji stołecznego San José, wychowywał się w tamtejszej dzielnicy Fátima. Karierę piłkarską rozpoczynał w lokalnym drugoligowym zespole AD Desamparados, skąd przeniósł się do innego drugoligowca – stołecznego Barrio México, którego barwy reprezentował przez pół roku. W styczniu 2012 przebił się do najwyższej klasy rozgrywkowej, podpisując umowę z drużyną Municipal Pérez Zeledón. W kostarykańskiej Primera División zadebiutował 15 stycznia 2012 w wygranym 2:1 spotkaniu z Belén, zaś premierowego gola w pierwszej lidze strzelił 16 kwietnia 2014 w wygranej 4:2 konfrontacji z Puntarenas. Ogółem barwy Pérez Zeledón reprezentował ze zmiennym szczęściem – często jako rezerwowy – przez trzy lata, nie odnosząc poważniejszych sukcesów. W styczniu 2015 odszedł do niżej notowanego rywala zza miedzy – ekipy Puma Generaleña, gdzie z kolei spędził pół roku jako kluczowy zawodnik linii defensywy. Nie zdołał jednak uchronić klubu przed spadkiem do drugiej ligi.
W lipcu 2015 Miranda został zawodnikiem ówczesnego mistrza Kostaryki – klubu CS Herediano. Przychodził tam jako boczny obrońca, mający zastąpić w drużynie reprezentanta kraju Dave'a Myrie (który ostatecznie pozostał jednak w Herediano), jednak ze względu na kontuzję stopera Luisa Omara Hernándeza zaczął być wystawiany na środku obrony. Od razu wywalczył sobie pewne miejsce w wyjściowym składzie i jeszcze w tym samym roku dotarł z Herediano do finału pucharu Kostaryki – Copa Banco Popular. W wiosennym sezonie Verano 2016 wywalczył natomiast tytuł mistrza Kostaryki, mając pewne miejsce w taktyce trenera Hernána Medforda. Pół roku później – w jesiennym sezonie Invierno 2016 – zdobył wicemistrzostwo kraju, natomiast podczas rozgrywek Verano 2017 osiągnął z ekipą z Heredii swoje drugie mistrzostwo Kostaryki. Ogółem barwy Herediano reprezentował przez dwa lata.
W lipcu 2017 Miranda przeszedł do gwatemalskiego zespołu Antigua GFC z miasta Antigua Guatemala. Dołączył tam do swoich rodaków Adriána de Lemosa i José Meny, występujących już w tym klubie. W tamtejszej Liga Nacional de Guatemala zadebiutował 13 sierpnia 2017 wygranym 2:0 meczu z Xelajú, natomiast pierwszą bramkę zdobył 3 września tego samego roku w przegranym 2:4 pojedynku z Siquinalą. Już w jesiennym sezonie Apertura 2017 jako podstawowy obrońca zdobył z Antiguą tytuł mistrza Gwatemali.

## Kariera reprezentacyjna
W seniorskiej reprezentacji Kostaryki Miranda zadebiutował za kadencji selekcjonera Óscara Ramíreza, 2 lutego 2016 w przegranym 0:1 meczu towarzyskim z Wenezuelą. W styczniu 2017 został powołany na turniej Copa Centroamericana; tam rozegrał trzy z pięciu możliwych spotkań (z czego wszystkie w wyjściowym składzie), zaś jego kadra zajęła czwarte miejsce w rozgrywkach.